# فالق سان أندرياس

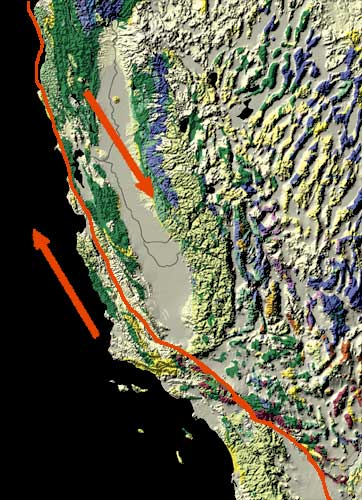

فالق سان أندرياس هو صدع متحول قاري يمتد بطول حوالي 1200 كم (750 ميل) في ولاية كاليفورنيا في الولايات المتحدة. وهو يشكّل الحدود التكتونية بين صفيحة المحيط الهادئ وصفيحة أمريكا الشمالية، وتتمثّل حركته في الانزلاق الجانبي الأيمن (الأفقي). ينقسم الصدع إلى ثلاثة أجزاء، ولكل منها خصائص مختلفة كاختلاف درجات شدّة الزلال التي تقع فيها. يتراوح معدل الانزلاق على طول الصدع بين (20 إلى 35 ملم)/سنة.
تم التعرف على الصدع عام 1895 من قبل البروفيسور أندرو لوسون (Andrew Lawson) من جامعة كاليفورنيا، الذي اكتشف المنطقة الشمالية للصدع. وقد تعود تسمية هذا الصدع نسبة لبحيرة سان أندرياس، وهي عبارة عن مجموعة صغيرة من تجمعات مائية تشكلت في وادٍ بين صفيحتين. ومع ذلك، وفقاً لبعض تقاريره بين عامي 1895 و 1908، لوسون اسماه فعلا على وادي سان أندرياس المحيط به.  في أعقاب زلزال سان فرانسيسكو عام 1906، توصّل لوسون إلى أن الصدع يمتد على طول المسافة إلى جنوب كاليفورنيا.
في عام 1953، توصّل الجيولوجي توماس ديبلي إلى أن مئات الأميال من الحركة الجانبية يمكن أن تحدث على طول الصدع. ثمة مشروع يدعى مرصد صدع سان أندرياس في العمق (SAFOD) أقيم بالقرب باركفيلد، مقاطعة مونتيري، وهو مشروع للحفر في الصدع لتحسين التنبؤ وتسجيل الزلازل في المستقبل.

## بيانات
- نوع الفالق: right-lateral strike-slip
- الطول: 1200 كيلومتر
- الموقع: من 550 كيلومتر جنوب باركفيلد؛ إلى 650 كيلومتر شمالا بشمال ولاية كاليفورنيا.
- الجاليات القريبة: باركفيلد وفرايزر بارك، بالم دايل، رايتوود، بانينغ، إنديو
- أحدث فتق رئيسي: 9 يناير 1857 (قطاع موييف)؛ 18 أبريل 1906 (القطاع الشمالي)
- معدل الانزلاق: حوالي 20 إلى 35 مليمترِ بالسّنة
- الفترة بين التمزقّات الضخمة: معدل 140 سنة تقريباً في قطاع موييف؛
- تتفاوت فترة التكرار بصورة عالية—أقل من 20 سنة (في باركفيلد فقط) إلى أكثر من 300 سنة
- المقادير المحتملة: MW 6.8 - 8.0